# Margret Kreidl
Margret Kreidl (n. 2 ianuarie 1964, Salzburg, Austria) este o scriitoare austriacă. 

## Date biografice
Margret Kreidl s-a născut în anul 1964 în Salzburg. Astăzi trăiește în Viena.

## Distinții
- 1994: Reinhard-Priessnitz-Preis
- 1996: Literaturförderungspreis der Stadt Graz
- 2000: Förderungspreis der Stadt Wien
- 2001: Siemens-Förderpreis, Wien

## Opere

### Romane
- 1995: Meine Stimme, edition gegensätze, Graz
- 1996: Ich bin eine Königin. Auftritte, Wieser Verlag, Klagenfurt
- 1998: In allen Einzelheiten. Katalog, Ritter Verlag, Klagenfurt
- 1999: Süße Büsche, Das fröhliche Wohnzimmer, Wien
- 2001: Grinshorn und Wespenmaler. 34 Heimatdramen, Das fröhliche Wohnzimmer, Wien
- 2002: Laute Paare. Szenen Bilder Listen, mit CD, Edition Korres-pondenzen, Wien
- 2005: Mitten ins Herz, Edition Korrespondenzen, Wien

### Scenarii radiofonice
- 1993 Halbe Halbe, ORF, Ö1
- 1994 Meine Stimme, Gesang: Ute Wassermann, ORF Ö1
- 1996 Reiten, ORF Ö1
- 1998 Auf der Couch, ORF Ö1
- 2000 Privatprogramm, ORF Ö1
- 2002 Heimatkunde, ORF Ö1
- 2003 Spuren, Schwärme, ORF Ö 1
- 2004 Wir müssen reden, ORF Ö1
- 2006 Von Herzen, mit Schmerzen, ORF Ö1

### Piese de teatru
- 1990 Asilomar, Szenische Collage, UA, fabrik, Graz
- 1992 Auf die Plätze. Sportlerdrama, UA, Stadttheater Koblenz
- 1993 Damen.Kontakte, Musik: Ernst Christian Rinner, UA, Forum Stadtpark, Graz; Halbe Halbe. Ein Stück, UA, Forum Stadtpark Theater, Graz
- 1994 Unter Wasser. Fünf Akte, UA, Volkstheater Wien; DE, Akademie Schloß Solitude, Stuttgart
- 1995 Unter Wasser. Fünf Akte, Reihe Junge Autoren Berliner Ensemble, Gastspiele: Theater an der Winkelwiese, Zürich; Théâtre de Poche, Bienne
- 1997 Dankbare Frauen. Komödie, UA, Postfuhramt Berlin–Mitte
- 1998 Unter Wasser. Fünf Akte für eine Sängerin und 13 Instrumentalisten, Musik: Richard Barrett, UA, Paradiso, Amsterdam; ÖE Steirischer Herbst, Graz
- 1999 Stilleben mit Wurmloch, Musik: Richard Barrett, Stimme: Ute Wassermann, UA, Podewil, Berlin; Mehlspeisenarie. Dramolett, UA, Burgtheater, Wien
- 2001 Auf gut Deutsch, UA, Marstall, München; Grinshorn und Wespenmaler. Heimatdramen, UA, Amerlinghaus, Wien
- 2004 Schneewittchen und die Stahlkocher, UA, Theater Phönix, Linz; Fünf Akte, Deutsch/Hebräisch, Szenische Lesung, Stadttheater Bremen
- 2006 Jedem das Seine; UA, Theater Phönix, Linz; Tu misma, Komposition: Ana Maria Rodriquez/Ute Wassermann, UA, Wittener Tage für Kammermusik; Dankbare Frauen/Des femmes reconnaisstantes, lecture spectacle, Théâtre Artistic Athévains, Paris